# 波佐見温泉
波佐見温泉（はさみおんせん）は、長崎県東彼杵郡波佐見町にある温泉。

## 概要
歴史は古く、1200年前の開湯と伝わる。弘法大師（空海）が立ち寄り、地に立てた錫杖より湧出したという伝説が残る。
焼き物の里として知られる波佐見町内から有田方面へ向かう田園地帯に湧出。日帰り温泉施設と2軒の温泉宿がある。日帰り施設は1966年（昭和41年）に「波佐見温泉センター」として開業、陶工・立井治甫による壺の打たせ湯が名物となっていたが、施設の老朽化や利用者の減少によって2006年（平成18年）に廃業した。跡地には2010年（平成22年）4月に「波佐見温泉湯治楼」という日帰り温泉施設が新たに建設されて営業している。
泉質はナトリウム-炭酸水素塩泉（重曹泉）で源泉の温度は約40度。2009年に新泉源の掘削に成功して、源泉が切り替えられている。

## アクセス
- 公共交通
  - 佐世保線・有田駅 下車からバス利用。